# Omar Abdulrahman
Omar Abdulrahman Ahmed Al Raqi Al Amoudi, comunemente noto come Amoory (in arabo عمر عبد الرحمن‎?; Riad, 20 settembre 1991), è un calciatore saudita naturalizzato emiratino, centrocampista  della nazionale emiratina, attualmente svincolato.

## Biografia
Ha due fratelli maggiori - Khaled e Mohammed - anch'essi calciatori, con cui ha giocato nell'Al-Ain.
Nel 2013 è stato scelto dalla Federcalcio come ambasciatore del Mondiale Under-17 disputato negli Emirati Arabi.
Protagonista di spot pubblicitari per Nike e Etisalat, è stato scelto come uomo-copertina per l'edizione asiatica del videogioco PES 2016, insieme a Neymar.
Pur essendo nato a Riad, non gli venne concessa la cittadinanza saudita essendo proveniente da una famiglia di etnia Hadrami, cioè proveniente dalla regione yemenita di Hadramaut. Quando i dirigenti dell'Al-Hilal si offrirono di ottenerne la naturalizzazione al fine di tesserarlo, la proposta venne rifiutata dal padre poiché riguardava solo il calciatore, escludendo la famiglia.
Da qui la decisione di trasferirsi negli Emirati Arabi tra le file dell'Al-Ain, che offrì la cittadinanza a tutti i membri della famiglia, ingaggiando nel proprio settore giovanile anche i fratelli di Omar.
È soprannominato Amoory (ricciolone in italiano), per via dei voluminosi capelli ricci.

## Caratteristiche tecniche
Ritenuto da molti esperti e appassionati il miglior prospetto della penisola arabica, Omar è un trequartista mancino, in grado di agire anche da esterno alto. In possesso di una totale visione del campo - a cui abbina ottime doti tecniche e una discreta agilità nei movimenti, che gli consentono di saltare con facilità il diretto avversario nell'uno contro uno - è in grado di effettuare passaggi con estrema precisione.
Specialista sui calci piazzati, che si tratti di rigori o punizioni, predilige attaccare la profondità partendo da destra, in modo da convergere al centro e tentare la conclusione con il sinistro.

## Carriera

### Club

#### Al-Ain
Muove i suoi primi passi nelle giovanili dell'Al-Hilal. Quando i dirigenti della società saudita si offrirono di ottenerne la naturalizzazione - in Arabia Saudita chi nasce da genitori stranieri non ne acquisisce automaticamente la cittadinanza - al fine di tesserarlo, la proposta venne rifiutata dal padre poiché riguardava solo il calciatore, escludendo la famiglia. Sotto suggerimento di Abdulrahman Issa, venne tesserato dall'Al-Ain, che offrì la cittadinanza a tutti i membri della famiglia, ingaggiando nel proprio settore giovanile anche i fratelli di Omar.
Esordisce in prima squadra il 24 gennaio 2009 contro l'Al-Ahli in Etisalat Cup, subentrando al 77' al posto di Ahmed Khamis. Il 18 aprile esordisce nella UAE Pro-League contro l'Ajman, in un incontro vinto 5-0 dai padroni di casa.
Il 26 luglio 2009 - nel corso di un'amichevole disputata contro il Losanna con la nazionale Under-20 - subisce un grave infortunio ai legamenti del crociato, che lo tiene lontano dal terreno di gioco per otto mesi. Il 27 aprile esordisce nella AFC Champions League - massima competizione continentale asiatica - nella partita vinta 2-0 contro il Sepahan, sostituendo Ahmed Ali Moadhed al minuto 65'.
La stagione successiva eredita la maglia numero 10, lasciata libera in seguito alla partenza di Jorge Valdivia. Il 25 luglio 2011 è costretto nuovamente ad operarsi al legamento crociato del ginocchio destro. Il calciatore - che era in ritiro con la Nazionale - si era infortunato durante una sessione di allenamento. Il 26 maggio 2012 fornisce due assist e segna una delle quattro reti che consentono alla squadra di prevalere sull'Ajman per 0-4; questo successo decreta la vittoria del titolo degli emiratini.
Il 21 febbraio 2015 rinnova il contratto in essere con la società fino al 2018 con relativo adeguamento economico, stimato intorno ai 4 milioni di dollari a stagione, che lo rendono di fatto il calciatore arabo più pagato in Medio Oriente.

#### Prestito all'Al-Hilal
Nell'agosto 2018 si trasferisce in prestito per una stagione all'Al-Hilal, club saudita.. Nella Saudi Professional League 2018-2019 colleziona però solo 5 presenze con un solo goal realizzato; l'esperienza saudita si conclude con la sola gioia della vittoria nella Supercoppa saudita 2018

#### Al-Jazira
L’8 agosto 2019 ritorna a giocare negli Emirati Arabi firmando un contratto di tre anni con l’Al-Jazira. Nella sua prima stagione gioca 19 partite e mette a segno 3 goal, prima che la stagione venisse cancellata a causa del Pandemia di COVID-19.
Dopo aver giocato le prime due partite della stagione 2020-2021, Abdulrahman subisce un grave infortunio che lo costringe a restare lontano dai campi da gioco per tutto il resto del campionato; decide quindi nell'ultimo giorno di mercato della finestra invernale di rescindere il suo contratto con l'Al-Jazira di comune accordo con la società

#### Shabab Al-Ahli
Il 10 febbraio 2021, nonostante fosse ancora infortunato firma un contratto di sei mesi, con opzione per l'anno successivo con la squadra di Dubai dello Shabab Al-Ahli. Il giocatore rimane nel club anche per la stagione 2021-2022, anche se gli infortuni lo costringono a restare fuori per la prima parte di stagione. Ritorna in campo solo il 21 novembre 2021 nella partita di UAE Gulf League contro l'Al-Nasr subentrando al 59' minuto al posto di Yuri César, questo ha rappresentato anche il debutto per Abdulrahman con la maglia del club di Dubai
; la stagione del centrocampista rimane lo stesso complicata e piena di problemi fisici che ne limitano fortemente l'utilizzo, infatti al termine della stagione Abdulrahman avrà collezionato solo 5 presenze con una rete in campionato.

#### Al Wasl
Nell'estate 2022 Abdulrahman dopo aver terminato l'esperienza con l'Shabab Al-Ahli con appena 13 presenze totali in una stagione e mezzo, all'età di trent'anni firma un contratto di due anni con un'altra squadra di Dubai, l'Al-Wasl. Fa il suo esordio con la nuova maglia giocando titolare la prima giornata della UAE Gulf League 2022-23 nel 2-2 contro l'Al-Wahda, collezionando però solo 10 presenze in campionato al termine della stagione.

### Nazionale
Esordisce con la nazionale emiratina il 2 gennaio 2011 contro la Siria, venendo schierato dal 1'. Lascia il terreno di gioco a inizio ripresa. In precedenza aveva preso parte - e successivamente vinto - alla Coppa delle Nazioni del Golfo Under-23 nel 2010, tenutasi in Qatar.
Il 9 gennaio il CT Katanec lo inserisce nella lista dei convocati che prenderanno parte alla Coppa d'Asia 2011. Esordisce nella competizione l'11 gennaio contro la Corea del Nord, subentrando nei minuti di recupero al posto di Ismail Matar. Nel 2012 prende parte alle Olimpiadi di Londra con la selezione olimpica.
Viene convocato per la Coppa delle Nazioni del Golfo 2013, in Bahrain. Il suo apporto risulta decisivo - sua è tra l'altro una delle due reti segnate in finale contro l'Iraq; incontro in cui viene nominato uomo partita - nella conquista del trofeo. Alla luce delle ottime prestazioni fornite viene nominato miglior giocatore del torneo.
Il 3 settembre 2015 mette a segno cinque assist nell'incontro vinto 10-0 contro la Malesia, valido per l'accesso alla fase finale dei Mondiali 2018.

## Statistiche

### Presenze e reti nei club
Statistiche aggiornate al 12 febbraio 2021.
| Stagione             | Squadra              | Campionato           | Campionato | Campionato | Coppe nazionali | Coppe nazionali | Coppe nazionali | Coppe internazionali | Coppe internazionali | Coppe internazionali | Altre coppe | Altre coppe | Altre coppe | Totale | Totale |
| Stagione             | Squadra              | Comp                 | Pres       | Reti       | Comp            | Pres            | Reti            | Comp                 | Pres                 | Reti                 | Comp        | Pres        | Reti        | Pres   | Reti   |
| -------------------- | -------------------- | -------------------- | ---------- | ---------- | --------------- | --------------- | --------------- | -------------------- | -------------------- | -------------------- | ----------- | ----------- | ----------- | ------ | ------ |
| 2008-2009            | Al-Ain               | PL                   | 6          | 3          | CPA+CdL         | 0+2             | 0               | -                    | -                    | -                    | -           | -           | -           | 8      | 3      |
| 2009-2010            | Al-Ain               | PL                   | 1          | 1          | CPA+CdL         | 0+1             | 0               | ACL                  | 1                    | 0                    | SE          | 0           | 0           | 3      | 1      |
| 2010-2011            | Al-Ain               | PL                   | 21         | 8          | CPA+CdL         | 2+1             | 1+0             | ACL                  | 5                    | 2                    | -           | -           | -           | 29     | 11     |
| 2011-2012            | Al-Ain               | PL                   | 7          | 2          | CPA+CdL         | 0+2             | 0               | -                    | -                    | -                    | -           | -           | -           | 9      | 2      |
| 2012-2013            | Al-Ain               | PL                   | 22         | 7          | CPA+CdL         | 2+0             | 0               | ACL                  | 6                    | 1                    | SE          | 1           | 0           | 31     | 8      |
| 2013-2014            | Al-Ain               | PL                   | 17         | 1          | CPA+CdL         | 3+0             | 0               | ACL                  | 11                   | 2                    | SE          | 1           | 0           | 32     | 3      |
| 2014-2015            | Al-Ain               | PL                   | 11         | 3          | CPA+CdL         | 2+0             | 0               | ACL                  | 6                    | 1                    | SE          | 1           | 0           | 20     | 4      |
| 2015-2016            | Al-Ain               | PL                   | 22         | 2          | CPA+CdL         | 1+2             | 0+3             | ACL                  | 14                   | 3                    | SE          | 1           | 0           | 40     | 8      |
| 2016-2017            | Al-Ain               | PL                   | 22         | 6          | CPA+CdL         | 2+0             | 2               | ACL                  | 10                   | 7                    | -           | -           | -           | 34     | 15     |
| 2017-2018            | Al-Ain               | PL                   | 13         | 5          | CPA+CdL         | 3+1             | 0               | ACL                  | 8                    | 1                    | -           | -           | -           | 25     | 6      |
| Totale Al-Ain        | Totale Al-Ain        | Totale Al-Ain        | 142        | 38         |                 | 24              | 6               |                      | 61                   | 17                   |             | 4           | 0           | 231    | 61     |
| 2018-2019            | Al-Hilal             | SPL                  | 5          | 1          | KCC             | 0               | 0               | ACL                  | 0                    | 0                    | SA          | 1           | 0           | 6      | 1      |
| 2019-2020            | Al-Jazira            | PL                   | 19         | 3          | CPA+CdL         | 3+0             | 2               | -                    | -                    | -                    | -           | -           | -           | 22     | 5      |
| 2020-gen. 2021       | Al-Jazira            | PL                   | 2          | 0          | CPA+CdL         | 0+0             | 0+0             | -                    | -                    | -                    | -           | -           | -           | 2      | 0      |
| Totale Al-Jazira     | Totale Al-Jazira     | Totale Al-Jazira     | 21         | 3          |                 | 3               | 2               |                      | -                    | -                    |             | -           | -           | 24     | 5      |
| feb.-giu. 2021       | Shabab Al-Ahli       | PL                   | 0          | 0          | CPA+CdL         | 0+0             | 0+0             | -                    | -                    | -                    | -           | -           | -           | 0      | 0      |
| 2021-2022            | Shabab Al-Ahli       | PL                   | 5          | 1          | CPA+CdL         | 2               | 1               | ACL                  | 6                    | 0                    | SE          | 0           | 0           | 13     | 2      |
| Totale Al Ahli Dubai | Totale Al Ahli Dubai | Totale Al Ahli Dubai | 5          | 1          |                 | 2               | 1               |                      | 6                    | 0                    |             | -           | -           | 13     | 2      |
| 2022-2023            | Al-Wasl              | PL                   | 10         | 0          | CPA+CdL         | 0+1             | 0+0             | -                    | -                    | -                    | -           | -           | -           | 11     | 0      |
| 2023-2024            | Al-Wasl              | PL                   | 2          | 0          | CPA+CdL         | 0+2             | 0+0             | -                    | -                    | -                    | -           | -           | -           | 4      | 0      |
| Totale Al Wasl       | Totale Al Wasl       | Totale Al Wasl       | 12         | 0          |                 | 3               | 0               |                      | -                    | -                    |             | -           | -           | 15     | 0      |
| Totale carriera      | Totale carriera      | Totale carriera      | 185        | 43         |                 | 32              | 1               |                      | 66                   | 17                   |             | 5           | 0           | 289    | 69     |

### Cronologia presenze e reti in nazionale
| Cronologia completa delle presenze e delle reti in nazionale ― Emirati Arabi Uniti | Cronologia completa delle presenze e delle reti in nazionale ― Emirati Arabi Uniti | Cronologia completa delle presenze e delle reti in nazionale ― Emirati Arabi Uniti | Cronologia completa delle presenze e delle reti in nazionale ― Emirati Arabi Uniti | Cronologia completa delle presenze e delle reti in nazionale ― Emirati Arabi Uniti | Cronologia completa delle presenze e delle reti in nazionale ― Emirati Arabi Uniti | Cronologia completa delle presenze e delle reti in nazionale ― Emirati Arabi Uniti | Cronologia completa delle presenze e delle reti in nazionale ― Emirati Arabi Uniti |
| Data                                                                               | Città                                                                              | In casa                                                                            | Risultato                                                                          | Ospiti                                                                             | Competizione                                                                       | Reti                                                                               | Note                                                                               |
| ---------------------------------------------------------------------------------- | ---------------------------------------------------------------------------------- | ---------------------------------------------------------------------------------- | ---------------------------------------------------------------------------------- | ---------------------------------------------------------------------------------- | ---------------------------------------------------------------------------------- | ---------------------------------------------------------------------------------- | ---------------------------------------------------------------------------------- |
| 2-1-2011                                                                           | Al Ain                                                                             | Emirati Arabi Uniti                                                                | 2 – 0                                                                              | Siria                                                                              | Amichevole                                                                         | -                                                                                  | 46’                                                                                |
| 11-1-2011                                                                          | Doha                                                                               | Corea del Nord                                                                     | 0 – 0                                                                              | Emirati Arabi Uniti                                                                | Coppa d'Asia 2011 - 1º turno                                                       | -                                                                                  | 90+2’                                                                              |
| 19-1-2011                                                                          | Doha                                                                               | Emirati Arabi Uniti                                                                | 0 – 3                                                                              | Iran                                                                               | Coppa d'Asia 2011 - 1º turno                                                       | -                                                                                  | 53’                                                                                |
| 2-9-2011                                                                           | Al Ain                                                                             | Emirati Arabi Uniti                                                                | 2 – 3                                                                              | Kuwait                                                                             | Qual. Mondiali 2014                                                                | -                                                                                  | 67’                                                                                |
| 6-9-2012                                                                           | Niigata                                                                            | Giappone                                                                           | 1 – 0                                                                              | Emirati Arabi Uniti                                                                | Amichevole                                                                         | -                                                                                  |                                                                                    |
| 11-9-2012                                                                          | Dubai                                                                              | Emirati Arabi Uniti                                                                | 3 – 0                                                                              | Kuwait                                                                             | Amichevole                                                                         | -                                                                                  | 46’                                                                                |
| 12-10-2012                                                                         | Dubai                                                                              | Emirati Arabi Uniti                                                                | 2 – 2                                                                              | Uzbekistan                                                                         | Amichevole                                                                         | -                                                                                  |                                                                                    |
| 16-10-2012                                                                         | Dubai                                                                              | Emirati Arabi Uniti                                                                | 6 – 2                                                                              | Bahrein                                                                            | Amichevole                                                                         | 1                                                                                  | 80’                                                                                |
| 14-11-2012                                                                         | Abu Dhabi                                                                          | Emirati Arabi Uniti                                                                | 2 – 1                                                                              | Estonia                                                                            | Amichevole                                                                         | -                                                                                  | 46’                                                                                |
| 25-12-2012                                                                         | Doha                                                                               | Yemen                                                                              | 0 – 2                                                                              | Emirati Arabi Uniti                                                                | Amichevole                                                                         | 1                                                                                  |                                                                                    |
| 29-12-2012                                                                         | Doha                                                                               | Emirati Arabi Uniti                                                                | 3 – 1                                                                              | Yemen                                                                              | Amichevole                                                                         | -                                                                                  | 46’                                                                                |
| 5-1-2013                                                                           | Madinat 'Isa                                                                       | Qatar                                                                              | 1 – 3                                                                              | Emirati Arabi Uniti                                                                | Coppa delle nazioni del Golfo 2013 - 1º turno                                      | 1                                                                                  |                                                                                    |
| 8-1-2013                                                                           | Riffa                                                                              | Bahrein                                                                            | 1 – 2                                                                              | Emirati Arabi Uniti                                                                | Coppa delle nazioni del Golfo 2013 - 1º turno                                      | -                                                                                  |                                                                                    |
| 11-1-2013                                                                          | Madinat 'Isa                                                                       | Emirati Arabi Uniti                                                                | 2 – 0                                                                              | Oman                                                                               | Coppa delle nazioni del Golfo 2013 - 1º turno                                      | -                                                                                  | 81’                                                                                |
| 15-1-2013                                                                          | Riffa                                                                              | Emirati Arabi Uniti                                                                | 1 – 0                                                                              | Kuwait                                                                             | Coppa delle nazioni del Golfo 2013 - Semifinale                                    | -                                                                                  |                                                                                    |
| 18-1-2013                                                                          | Riffa                                                                              | Emirati Arabi Uniti                                                                | 2 – 1 dts                                                                          | Iraq                                                                               | Coppa delle nazioni del Golfo 2013 - Finale                                        | 1                                                                                  |                                                                                    |
| 31-1-2013                                                                          | Dubai                                                                              | Emirati Arabi Uniti                                                                | 0 – 1                                                                              | Corea del Nord                                                                     | Amichevole                                                                         | -                                                                                  | 46’                                                                                |
| 6-2-2013                                                                           | Hanoi                                                                              | Vietnam                                                                            | 1 – 2                                                                              | Emirati Arabi Uniti                                                                | Qual. Coppa d'Asia 2015                                                            | -                                                                                  | 58’                                                                                |
| 5-9-2013                                                                           | Riyad                                                                              | Trinidad e Tobago                                                                  | 3 – 3 dts (6 – 7 dtr)                                                              | Emirati Arabi Uniti                                                                | Amichevole                                                                         | -                                                                                  |                                                                                    |
| 9-9-2013                                                                           | Riyad                                                                              | Emirati Arabi Uniti                                                                | 2 – 0                                                                              | Nuova Zelanda                                                                      | Amichevole                                                                         | -                                                                                  |                                                                                    |
| 5-10-2013                                                                          | Shenzhen                                                                           | Emirati Arabi Uniti                                                                | 2 – 0                                                                              | Laos                                                                               | Amichevole                                                                         | -                                                                                  | 46’                                                                                |
| 9-10-2013                                                                          | Shenzhen                                                                           | Emirati Arabi Uniti                                                                | 3 – 1                                                                              | Malaysia                                                                           | Amichevole                                                                         | -                                                                                  |                                                                                    |
| 15-10-2013                                                                         | Hong Kong                                                                          | Hong Kong                                                                          | 0 – 4                                                                              | Emirati Arabi Uniti                                                                | Qual. Coppa d'Asia 2015                                                            | -                                                                                  |                                                                                    |
| 9-11-2013                                                                          | Shenzhen                                                                           | Emirati Arabi Uniti                                                                | 4 – 0                                                                              | Filippine                                                                          | Amichevole                                                                         | -                                                                                  |                                                                                    |
| 15-11-2013                                                                         | Abu Dhabi                                                                          | Emirati Arabi Uniti                                                                | 4 – 0                                                                              | Hong Kong                                                                          | Qual. Coppa d'Asia 2015                                                            | 1                                                                                  | 80’                                                                                |
| 19-11-2013                                                                         | Abu Dhabi                                                                          | Emirati Arabi Uniti                                                                | 5 – 0                                                                              | Vietnam                                                                            | Qual. Coppa d'Asia 2015                                                            | -                                                                                  |                                                                                    |
| 27-5-2014                                                                          | Ginevra                                                                            | Emirati Arabi Uniti                                                                | 3 – 4                                                                              | Armenia                                                                            | Amichevole                                                                         | 1                                                                                  |                                                                                    |
| 3-6-2014                                                                           | Ginevra                                                                            | Emirati Arabi Uniti                                                                | 1 – 0                                                                              | Georgia                                                                            | Amichevole                                                                         | -                                                                                  | Cap.                                                                               |
| 3-9-2014                                                                           | Linz                                                                               | Lituania                                                                           | 1 – 1                                                                              | Emirati Arabi Uniti                                                                | Amichevole                                                                         | -                                                                                  |                                                                                    |
| 7-9-2014                                                                           | Villaco                                                                            | Paraguay                                                                           | 0 – 0                                                                              | Emirati Arabi Uniti                                                                | Amichevole                                                                         | -                                                                                  |                                                                                    |
| 6-11-2014                                                                          | Dammam                                                                             | Emirati Arabi Uniti                                                                | 3 – 2                                                                              | Libano                                                                             | Amichevole                                                                         | -                                                                                  |                                                                                    |
| 14-11-2014                                                                         | Riyad                                                                              | Emirati Arabi Uniti                                                                | 0 – 0                                                                              | Oman                                                                               | Coppa delle nazioni del Golfo 2014 - 1º turno                                      | -                                                                                  | 20’                                                                                |
| 17-11-2014                                                                         | Riyad                                                                              | Emirati Arabi Uniti                                                                | 2 – 2                                                                              | Kuwait                                                                             | Coppa delle nazioni del Golfo 2014 - 1º turno                                      | -                                                                                  |                                                                                    |
| 20-11-2014                                                                         | Riyad                                                                              | Emirati Arabi Uniti                                                                | 2 – 0                                                                              | Iraq                                                                               | Coppa delle nazioni del Golfo 2014 - 1º turno                                      | -                                                                                  |                                                                                    |
| 23-11-2014                                                                         | Riyad                                                                              | Arabia Saudita                                                                     | 3 – 2                                                                              | Emirati Arabi Uniti                                                                | Coppa delle nazioni del Golfo 2014 - Semifinale                                    | -                                                                                  | 26’                                                                                |
| 11-1-2015                                                                          | Canberra                                                                           | Emirati Arabi Uniti                                                                | 4 – 1                                                                              | Qatar                                                                              | Coppa d'Asia 2015 - 1º turno                                                       | -                                                                                  |                                                                                    |
| 15-1-2015                                                                          | Canberra                                                                           | Bahrein                                                                            | 1 – 2                                                                              | Emirati Arabi Uniti                                                                | Coppa d'Asia 2015 - 1º turno                                                       | -                                                                                  |                                                                                    |
| 19-1-2015                                                                          | Brisbane                                                                           | Iran                                                                               | 1 – 0                                                                              | Emirati Arabi Uniti                                                                | Coppa d'Asia 2015 - 1º turno                                                       | -                                                                                  |                                                                                    |
| 23-1-2015                                                                          | Sydney                                                                             | Giappone                                                                           | 1 – 1 dts (4 - 5 dtr)                                                              | Emirati Arabi Uniti                                                                | Coppa d'Asia 2015 - Quarti di finale                                               | -                                                                                  | 119’                                                                               |
| 27-1-2015                                                                          | Newcastle                                                                          | Australia                                                                          | 2 – 0                                                                              | Emirati Arabi Uniti                                                                | Coppa d'Asia 2015 - Semifinale                                                     | -                                                                                  |                                                                                    |
| 30-1-2015                                                                          | Newcastle                                                                          | Iraq                                                                               | 2 – 3                                                                              | Emirati Arabi Uniti                                                                | Coppa d'Asia 2015 - Finale 3º posto                                                | -                                                                                  | 41’                                                                                |
| 11-6-2015                                                                          | Kuala Lumpur                                                                       | Corea del Sud                                                                      | 3 – 0                                                                              | Emirati Arabi Uniti                                                                | Amichevole                                                                         | -                                                                                  |                                                                                    |
| 16-6-2015                                                                          | Shah Alam                                                                          | Timor Est                                                                          | 0 – 1                                                                              | Emirati Arabi Uniti                                                                | Qual. Mondiali 2018                                                                | 1                                                                                  |                                                                                    |
| 28-8-2015                                                                          | Abu Dhabi                                                                          | Emirati Arabi Uniti                                                                | 1 – 0                                                                              | Birmania                                                                           | Amichevole                                                                         | -                                                                                  |                                                                                    |
| 3-9-2015                                                                           | Abu Dhabi                                                                          | Emirati Arabi Uniti                                                                | 10 – 0                                                                             | Malaysia                                                                           | Qual. Mondiali 2018                                                                | -                                                                                  |                                                                                    |
| 8-9-2015                                                                           | Al-Ram                                                                             | Palestina                                                                          | 0 – 0                                                                              | Emirati Arabi Uniti                                                                | Qual. Mondiali 2018                                                                | -                                                                                  | 69’                                                                                |
| 8-10-2015                                                                          | Gedda                                                                              | Arabia Saudita                                                                     | 2 – 1                                                                              | Emirati Arabi Uniti                                                                | Qual. Mondiali 2018                                                                | -                                                                                  | 88’                                                                                |
| 17-11-2015                                                                         | Shah Alam                                                                          | Malaysia                                                                           | 1 – 2                                                                              | Emirati Arabi Uniti                                                                | Qual. Mondiali 2018                                                                | 1                                                                                  |                                                                                    |
| 16-1-2016                                                                          | Abu Dhabi                                                                          | Emirati Arabi Uniti                                                                | 2 – 1                                                                              | Islanda                                                                            | Amichevole                                                                         | -                                                                                  |                                                                                    |
| 24-3-2016                                                                          | Abu Dhabi                                                                          | Emirati Arabi Uniti                                                                | 2 – 0                                                                              | Palestina                                                                          | Qual. Mondiali 2018                                                                | -                                                                                  |                                                                                    |
| 29-3-2016                                                                          | Abu Dhabi                                                                          | Emirati Arabi Uniti                                                                | 1 – 1                                                                              | Arabia Saudita                                                                     | Qual. Mondiali 2018                                                                | 1                                                                                  |                                                                                    |
| 1-9-2016                                                                           | Saitama                                                                            | Giappone                                                                           | 1 – 2                                                                              | Emirati Arabi Uniti                                                                | Qual. Mondiali 2018                                                                | -                                                                                  |                                                                                    |
| 6-9-2016                                                                           | Abu Dhabi                                                                          | Emirati Arabi Uniti                                                                | 0 – 1                                                                              | Australia                                                                          | Qual. Mondiali 2018                                                                | -                                                                                  |                                                                                    |
| 06-10-2016                                                                         | Abu Dhabi                                                                          | Emirati Arabi Uniti                                                                | 3 – 1                                                                              | Thailandia                                                                         | Qual. Mondiali 2018                                                                | -                                                                                  |                                                                                    |
| 11-10-2016                                                                         | Gedda                                                                              | Arabia Saudita                                                                     | 3 – 0                                                                              | Emirati Arabi Uniti                                                                | Qual. Mondiali 2018                                                                | -                                                                                  |                                                                                    |
| 09-11-2016                                                                         | Al Ain                                                                             | Emirati Arabi Uniti                                                                | 2 – 0                                                                              | Bahrein                                                                            | Amichevole                                                                         | -                                                                                  |                                                                                    |
| 15-11-2016                                                                         | Abu Dhabi                                                                          | Emirati Arabi Uniti                                                                | 2 – 0                                                                              | Iraq                                                                               | Qual. Mondiali 2018                                                                | -                                                                                  |                                                                                    |
| 23-3-2017                                                                          | Al Ain                                                                             | Emirati Arabi Uniti                                                                | 0 – 2                                                                              | Giappone                                                                           | Qual. Mondiali 2018                                                                | -                                                                                  | 34’                                                                                |
| 28-3-2017                                                                          | Sydney                                                                             | Australia                                                                          | 2 – 0                                                                              | Emirati Arabi Uniti                                                                | Qual. Mondiali 2018                                                                | -                                                                                  |                                                                                    |
| 7-6-2017                                                                           | Shah Alam                                                                          | Emirati Arabi Uniti                                                                | 4 – 0                                                                              | Laos                                                                               | Qual. Mondiali 2018                                                                | -                                                                                  | 62’                                                                                |
| 13-6-2017                                                                          | Bangkok                                                                            | Thailandia                                                                         | 1 – 1                                                                              | Emirati Arabi Uniti                                                                | Qual. Mondiali 2018                                                                | -                                                                                  |                                                                                    |
| 10-11-2017                                                                         | Al Ain                                                                             | Emirati Arabi Uniti                                                                | 0 – 1                                                                              | Haiti                                                                              | Amichevole                                                                         | -                                                                                  |                                                                                    |
| 14-11-2017                                                                         | Al Ain                                                                             | Emirati Arabi Uniti                                                                | 1 – 0                                                                              | Uzbekistan                                                                         | Amichevole                                                                         | -                                                                                  | 72’                                                                                |
| 22-12-2017                                                                         | Al Kuwait                                                                          | Oman                                                                               | 0 – 1                                                                              | Emirati Arabi Uniti                                                                | Coppa delle nazioni del Golfo 2017 - 1º turno                                      | -                                                                                  |                                                                                    |
| 25-12-2017                                                                         | Al Kuwait                                                                          | Emirati Arabi Uniti                                                                | 0 – 0                                                                              | Arabia Saudita                                                                     | Coppa delle nazioni del Golfo 2017 - 1º turno                                      | -                                                                                  |                                                                                    |
| 28-12-2017                                                                         | Al Kuwait                                                                          | Kuwait                                                                             | 0 – 0                                                                              | Emirati Arabi Uniti                                                                | Coppa delle nazioni del Golfo 2017 - 1º turno                                      | -                                                                                  | 84’                                                                                |
| 2-1-2018                                                                           | Al Kuwait                                                                          | Iraq                                                                               | 0 – 0 (2 - 4 dtr)                                                                  | Emirati Arabi Uniti                                                                | Coppa delle nazioni del Golfo 2017 - Semifinale                                    | -                                                                                  |                                                                                    |
| 5-1-2018                                                                           | Al Kuwait                                                                          | Oman                                                                               | 0 – 0 (5 - 4 dtr)                                                                  | Emirati Arabi Uniti                                                                | Coppa delle nazioni del Golfo 2017 - Finale                                        | -                                                                                  | 42’                                                                                |
| 6-9-2018                                                                           | Port of Spain                                                                      | Trinidad e Tobago                                                                  | 2 – 0                                                                              | Emirati Arabi Uniti                                                                | Amichevole                                                                         | -                                                                                  |                                                                                    |
| 11-9-2018                                                                          | Palamós                                                                            | Emirati Arabi Uniti                                                                | 3 – 0                                                                              | Laos                                                                               | Amichevole                                                                         | 1                                                                                  | 73’                                                                                |
| 11-10-2018                                                                         | Barcellona                                                                         | Emirati Arabi Uniti                                                                | 1 – 1                                                                              | Honduras                                                                           | Amichevole                                                                         | 1                                                                                  | 86’                                                                                |
| 16-10-2018                                                                         | Siviglia                                                                           | Emirati Arabi Uniti                                                                | 0 – 2                                                                              | Venezuela                                                                          | Amichevole                                                                         | -                                                                                  |                                                                                    |
| 31-8-2019                                                                          | Riffa                                                                              | Emirati Arabi Uniti                                                                | 5 – 1                                                                              | Sri Lanka                                                                          | Amichevole                                                                         | -                                                                                  | 69’                                                                                |
| 10-9-2019                                                                          | Kuala Lumpur                                                                       | Malaysia                                                                           | 1 – 2                                                                              | Emirati Arabi Uniti                                                                | Qual. Mondiali 2022                                                                | -                                                                                  | 73’                                                                                |
| 10-10-2019                                                                         | Dubai                                                                              | Emirati Arabi Uniti                                                                | 5 – 0                                                                              | Indonesia                                                                          | Qual. Mondiali 2022                                                                | -                                                                                  | 59’                                                                                |
| 15-10-2019                                                                         | Rangsit                                                                            | Thailandia                                                                         | 2 – 1                                                                              | Emirati Arabi Uniti                                                                | Qual. Mondiali 2022                                                                | -                                                                                  | 72’                                                                                |
| 14-11-2019                                                                         | Hanoi                                                                              | Vietnam                                                                            | 1 – 0                                                                              | Emirati Arabi Uniti                                                                | Qual. Mondiali 2022                                                                | -                                                                                  | 81’                                                                                |
| 29-5-2022                                                                          | Dubai                                                                              | Emirati Arabi Uniti                                                                | 1 – 1                                                                              | Gambia                                                                             | Amichevole                                                                         | -                                                                                  | 46’                                                                                |
| 7-6-2022                                                                           | Al Rayyan                                                                          | Emirati Arabi Uniti                                                                | 1 – 2                                                                              | Australia                                                                          | Qual. Mondiali 2022                                                                | -                                                                                  | 89’                                                                                |
| Totale                                                                             |                                                                                    | Presenze                                                                           | 79                                                                                 |                                                                                    | Reti                                                                               | 11                                                                                 |                                                                                    |

## Palmarès

### Club

#### Competizioni giovanili
- UAE Reserve League: 1

Al-Ain: 2011-2012

#### Competizioni nazionali
- Campionato emiratino: 5

Al-Ain: 2011-2012, 2012-2013, 2014-2015, 2017-2018
Al Wasl: 2023-2024
- Etisalat Emirates Cup: 1

Al-Ain: 2008-2009
- UAE Super Cup: 3

Al-Ain: 2009, 2012, 2015
- Coppa del Presidente: 4

Al-Ain: 2008-2009, 2013-2014, 2017-2018
Al Wasl: 2023-2024
- Supercoppa saudita: 1

Al Hilal: 2018

### Nazionale
- Giochi asiatici

2010
- Coppa delle Nazioni del Golfo Under-23: 1

2010
- Coppa delle Nazioni del Golfo: 1

2013

### Individuale
- MVP Coppa delle Nazioni del Golfo: 1

2013
- Squadra ideale della AFC Champions League: 1

2014
- AGL Emirati Player of the Year: 3[37]

2012-2013, 2015-2016, 2017-2018
- Squadra ideale della Coppa d'Asia: 1

2015
- MVP AFC Champions League: 1

2016
- Calciatore asiatico dell'anno: 1

2016
- ABA Arab Player of the Year: 1[38]

2016
- Globe Soccer Awards: 1

Miglior calciatore del GCC: 2016
- UAE Arabian Gulf League Team of the Season: 1[39]

2017-2018